# Alt Tellin
Alt Tellin é um município da Alemanha, situado no distrito de Vorpommern-Greifswald, no estado de Mecklemburgo-Pomerânia Ocidental. Tem 24,32 km² de área, e sua população em 2019 foi estimada em 395 habitantes.